# Palais Durazzo-Pallavicini
Pour les articles homonymes, voir Palazzo Durazzo.
Le Palais Durazzo-Pallavicini ou encore Gio Agostino Balbi est un édifice situé au no 1 de la via Balbi, dans le centre historique de Gênes, porté le 13 juillet 2006 sur la liste des 42 palais inscrits sur les « Rolli de Gênes », figurant au patrimoine de l'UNESCO.

## Historique

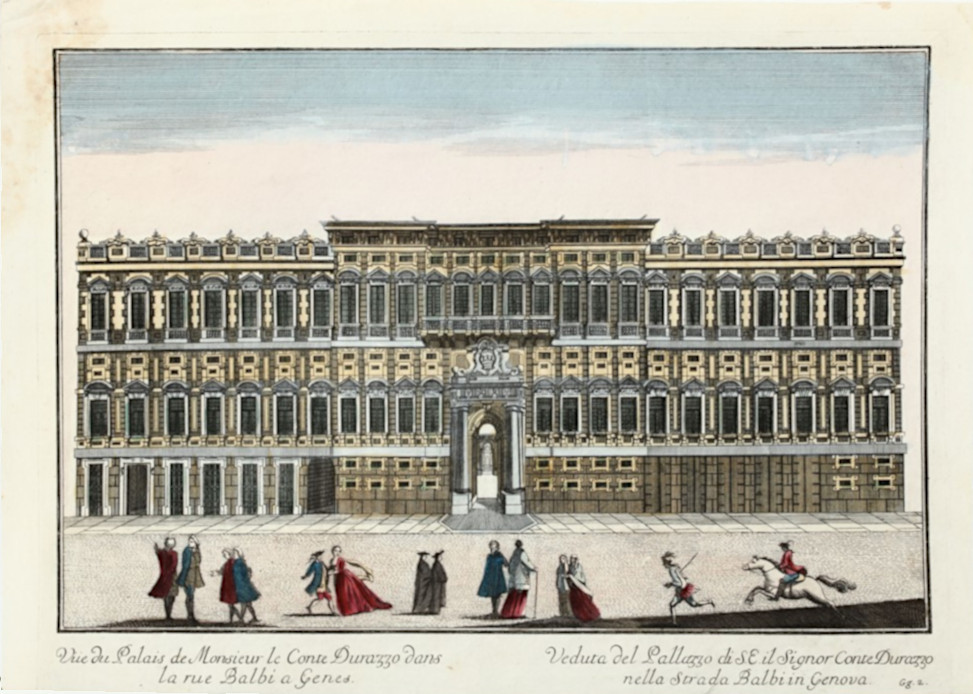
Vue du palais au.

Les plans du palais furent réalisés par l'architecte Bartolomeo Bianco pour  Giovanni Agostino Balbi au début du 17e siècle.

## Collections
- Bernardo Strozzi (1581-1644) : Portrait d'un évêque

## Source de la traduction
- (it) Cet article est partiellement ou en totalité issu de l’article de Wikipédia en italien intitulé « Palazzo Durazzo-Pallavicini » (voir la liste des auteurs).